# Jean Besse
Pour les articles homonymes, voir Besse.
Pour l'historien, voir Jean-Paul Besse.
Jean Besse, né le 23 octobre 1943 à Aunay-sur-Odon (Calvados), est un homme politique français.

## Détail des fonctions et des mandats
Mandat parlementaire
- 24 juillet 1984 - 24 juillet 1989 : Député européen